# Reginald Arnold
Reginald Athelstane Arnold, OAM, (* 9. Oktober 1924 in Murwillumbah ; † 23. Juli 2017 in Nerang) war ein australischer Radrennfahrer.

## Biographie
Reginald Arnold wuchs auf einem Milchbauernhof: er hatte nur ein Auge. Um Profi-Radrennfahrer zu werden, ging er nach dem Zweiten Weltkrieg nach Europa und war dort von 1946 bis 1963 aktiv. Hauptsächlich bestritt er Sechstagerennen, 1957 wurde er gemeinsam mit Ferdinando Terruzzi Europameister im Zweier-Mannschaftsfahren.
Arnold startete bei insgesamt 103 Sechstagerennen in Europa und den USA, von denen er 16 gewann. Oftmals startete er unter dem Namen Roger Arnold. Arnold fuhr auch Rennen auf der Straße; so gewann er 1954 die Tasmanien-Rundfahrt.
In Europa war Reginald Arnold äußerst populär. Er selbst sagte 2016: „In Europe, I was a celebrity and treated like a prince.“ In Australien hingegen war sein Name kaum bekannt. Nachdem er aus Europa nach Australien zurückgekehrt war, habe er ein „normales Leben“ führen können, was ihn nie gestört habe. Er war gemeinsam mit Bruce Small als Immobilienmakler tätig, für den er in den 1950er Jahren dessen Malvern Star-Team betreut hatte.
2012 wurde Arnold mit dem Order of Australia geehrt; 2016 war er bei der Eröffnung des Anna Meares Velodrome in Brisbane zu Gast. Er starb am 23. Juli 2017 im Alter von 92 Jahren in einem Seniorenheim.

## Erfolge

### Bahn

#### Sechstagerennen
1949
- New York (mit Alfred Strom)

1950
- Berlin (32.) (mit Alfred Strom)
- Berlin (33.) (mit Alfred Strom)

1951
- Antwerpen (mit Alfred Strom)

1952
- Antwerpen (mit Alfred Strom)
- London (mit Alfred Strom)

1955
- Paris (mit Sid Patterson und Russell Mockridge)

1956
- Antwerpen (mit Stan Ockers und Jean Roth)
- Gent (mit Ferdinando Terruzzi)

1957
- Antwerpen (mit Ferdinando Terruzzi und Willy Lauwers)
- Dortmund (mit Ferdinando Terruzzi)
- Europameister – Zweier-Mannschaftsfahren

1958
- Antwerpen (mit Rik Van Steenbergen und Emile Severeyns)
- Gent (mit Rik Van Looy)

1959
- Zürich (mit Walter Bucher)

1961
- Essen (mit Ferdinando Terruzzi)
- Mailand (mit Ferdinando Terruzzi)

1962
- Europameisterschaft – Zweier-Mannschaftsfahren (mit Emile Severeyns)

### Straße
1953
- eine Etappe Herald Sun Tour

1954
- Gesamtwertung und zwei Etappen Tasmanien-Rundfahrt
- zwei Etappen Herald Sun Tour